# Anton Kotzig
Anton Kotzig (22 octobre 1919 – 20 avril 1991) est un mathématicien slovaque–canadien, qui a travaillé en statistique, combinatoire et théorie des graphes.
La conjecture de Ringel-Kotzig sur l'étiquetage gracieux des arbres est nommée d'après Gerhard Ringel et lui.

## Biographie
Kotzig est né en 1919 à Kočovce, un village dans l'ouest de la Slovaquie. Après des études secondaires à Nové Mesto nad Váhom il commence des études universitaires à l'université Charles de Prague. Les universités de la Tchécoslovaquie sont fermées en 1939 ; il continue ses études à  Bratislava, où il obtient après la guerre un doctorat (RNDr.) en statistique mathématique à l'université Comenius de Bratislava. Il reste à Bratislava et travaille au bureau central des assurances sociales de la Slovaquie, en tant que directeur du département de statistique mathématique. Il publie alors un livre sur la planification économique. 
De 1951 à 1959, il enseigne à la Vysoká škola ekonomická (aujourd'hui l'université d'économie de Bratislava), où il est recteur de 1952 à 1958. En 1959, il quitte l'Université d'économie pour la direction de l'Institut mathématique de l'Académie slovaque des sciences nouvellement créé. Il soutient en 1961 une habilitation (DrSc.) à l’université Charles, avec une thèse en théorie des graphes.  Il reste à l'Institut mathématique jusqu'en 1964. De 1965 à 1969, il dirige le département de mathématiques appliquées à la Faculté des sciences naturelles à l'université Comenius, faculté dont il est aussi doyen pendant un an. Après le Printemps de Prague, Kotzig s'établit en 1969 au Canada, d'abord un an comme professeur invité à l'université de Calgary, puis il devient, en 1970, chercheur au  Centre de recherches mathématiques (CRM) et professeur à l'Université de Montréal in 1970, où il reste jusqu'à sa mort, le 20 avril 1991. 

## Recherche
Les travaux de Kotzig couvrent de nombreux sujets en théorie des graphes et en combinatoire: polyèdres convexes, quasigroupes, décompositions hamiltoniennes , carrés latins, décompositions des graphes complets, systèmes parfait d'ensembles de différences, suites additives de permutations, tournois et  théorie des jeux combinatoires. Avant son départ pour le Canada, Kotzig a publié principalement en langue slovaque ; ses résultats difficilement consultables ont été en partie redécouverts ultérieurement.
Parmi ses élèves, il y a Alexander Rosa (thèse en 1968), qui est professeur à l'université McMaster.

## Articles liés
- Graphe eulérien
- Étiquetage gracieux